# Lutz Altepost
Lutz Altepost (Emsdetten, 6 de octubre de 1981) es un deportista alemán que compitió en piragüismo en la modalidad de aguas tranquilas.
Participó en dos Juegos Olímpicos, Atenas 2004 y Pekín 2008, obteniendo una medalla de bronce en estos últimos en la prueba de K4 1000 m. Ganó 5 medallas en el Campeonato Mundial de Piragüismo entre los años 2003 y 2007, y 4 medallas en el Campeonato Europeo de Piragüismo entre los años 2005 y 2008.

## Palmarés internacional
| Juegos Olímpicos   | Juegos Olímpicos             | Juegos Olímpicos  | Juegos Olímpicos |
| Año                | Lugar                        | Medalla           | Competición      |
| ------------------ | ---------------------------- | ----------------- | ---------------- |
| 2008               | Pekín (China)                | Medalla de bronce | K4 1000 m        |
| Campeonato Mundial |                              |                   |                  |
| Año                | Lugar                        | Medalla           | Competición      |
| 2003               | Gainesville (Estados Unidos) | Medalla de bronce | K1 500 m         |
| 2005               | Zagreb (Croacia)             | Medalla de oro    | K4 1000 m        |
| 2005               | Zagreb (Croacia)             | Medalla de plata  | K1 500 m         |
| 2006               | Szeged (Hungría)             | Medalla de bronce | K1 500 m         |
| 2007               | Duisburgo (Alemania)         | Medalla de oro    | K4 1000 m        |
| Campeonato Europeo |                              |                   |                  |
| Año                | Lugar                        | Medalla           | Competición      |
| 2005               | Poznań (Polonia)             | Medalla de plata  | K1 500 m         |
| 2006               | Račice (República Checa)     | Medalla de bronce | K1 500 m         |
| 2006               | Račice (República Checa)     | Medalla de bronce | K4 1000 m        |
| 2008               | Milán (Italia)               | Medalla de plata  | K4 1000 m        |